# لاکی لوچانو

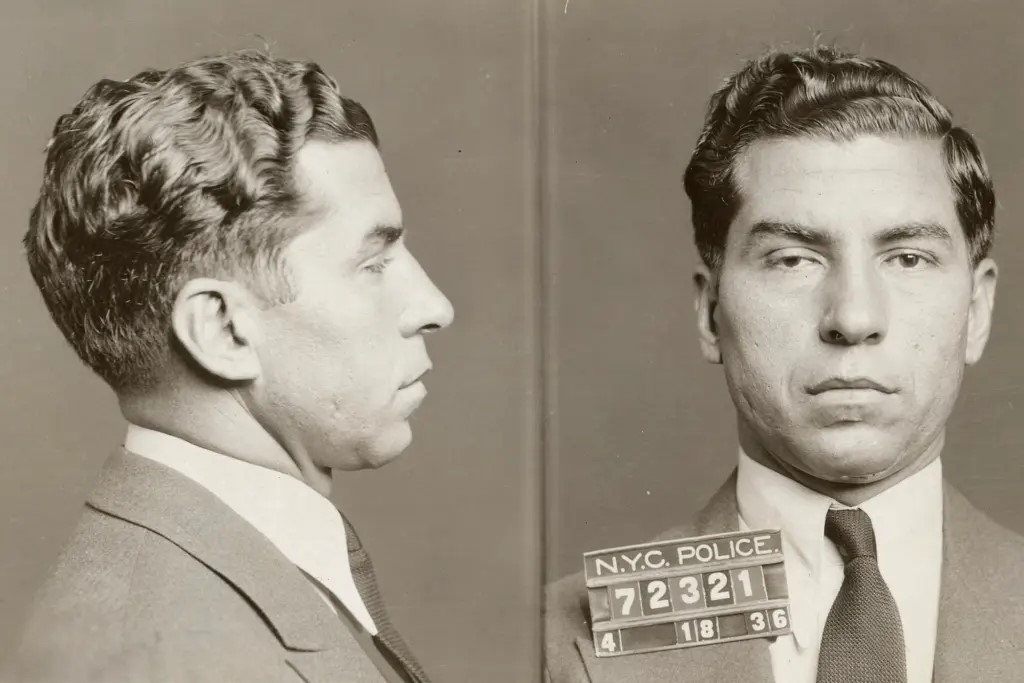
چارلی لوچیانو معروف به لوچیانوی خوش شانس

چارلی «لاکی» لوچیانو، معروف به لوچیانوی خوش شانس (زاده ۲۴ نوامبر ۱۸۹۷ – درگذشته ۲۶ ژانویه ۱۹۶۲) گانگستر مشهور ایتالیایی متولد سیسیل بود که نخست سالواتوره لوچانا نام داشت. لوچیانو به خاطر آن که برای نخستین بار شهر نیویورک را به پنج منطقه تقسیم نمود و اختیار هرکدام از این پنج قسمت را به یک خانواده مافیایی سپرد، تا هریک از این پنج خانواده خلافکار در محدوده خاص خویش به فعالیت‌های مجرمانه خویش بپردازند و همچنین بدان دلیل که اولین مجمع یا کمیسیون مافیایی را بنیان نهاد، به عنوان پدر جرائم سازمان یافتهٔ مدرن در آمریکا شناخته شده‌است. وی همچنین نخستین رئیس رسمی خانواده ژنووسه بود که از خانواده‌های مدرن در عرصه جرم و جنایت محسوب می‌شوند. او، در همراهی با شریک و همکارش، مایر لانسکی، زمینه پدیداری و توسعه سندیکاین ملی جنایتکارا را در ایالات متحده آمریکا فراهم آوردند.
علت شهرت او به لوچیانوی خوش‌شانس یا لوچیانوی خوشبخت این بود که مقامات قضایی ایالات متحده، هرگز نتوانستند دست داشتن او در جرم‌ها و جنایات مختلف را به‌طور مستند به اثبات برسانند.

## سرگذشت

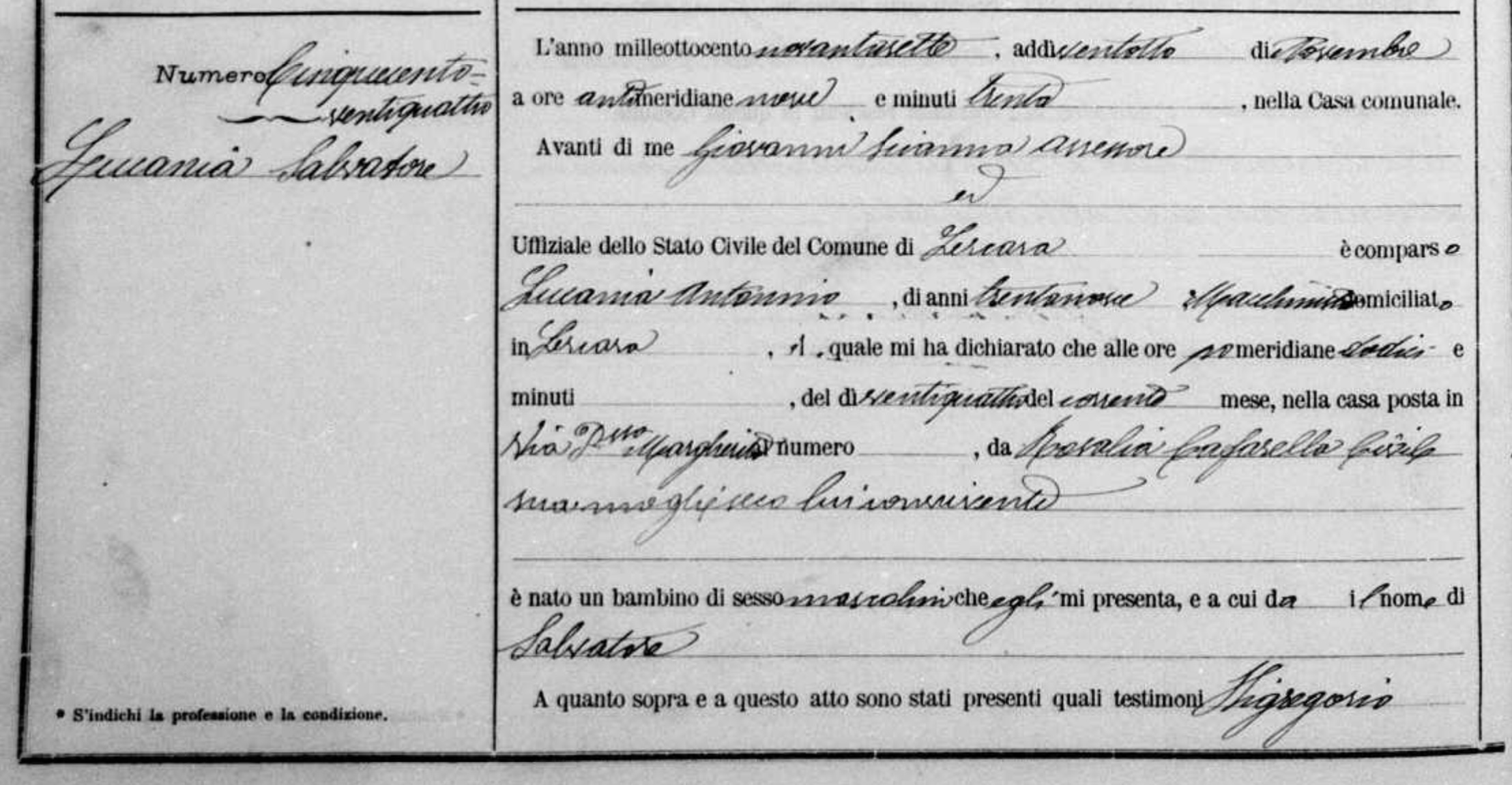
گواهی تولد لوچیانو

سالواتوره لوچیانو در سال ۱۸۹۷ در روستایی در استان پالرمو متولد شد و در سال ۱۹۰۵ با خانواده اش به ایالات متحده آمریکا مهاجرت کرد. او سپس به یک شهروند آمریکایی تبدیل شد. در هجده سالگی به دلیل داشتن غیرقانونی هروئین و مورفین، که او هم فروشنده مواد مخدر و مصرف‌کننده بود محکوم شد و شش ماه به زندان رفت و به محض اینکه او آزاد شد، به یک باند به رهبری گانگستری به نام جانی تورریو پیوست و با فرانک کاستلو و آل کاپون ملاقات کرد.

### قانون منع فروش مشروبات الکلی(۱۹۳۰)
با تصویب قانون منع فروش مشروبات الکلی به دلیل گسترده بودن مرزهای ایالات متحده، قاچاق و حمل و نقل غیرقانونی الکل به صورت گسترده توسط باندهای خلافکار آغاز شد. با اجرا و تصویب قانون منع فروش الکل، باندهای مافیایی قدرتمند و ثروتمند زیادی به وجود آمدند. شهر نیویورک که به مرکز معاملات قاچاق الکل تبدیل شده بود، دو گنگستر به نام‌های سالواتوره مارانزانو (رئیس خانواده بونانو) و جوماسیرا (رئیس خانواده گنووسه و رئیس تمام روسا در آن سال‌ها) رهبری کارها را به دست گرفتند و وارد جنگ شدیدی که جنگ کاستلاماره نامیده می‌شود، بین سال‌های ۱۹۲۰ تا ۱۹۳۰ شدند. اما برنده تمام این جنگ‌ها کسی جز سالواتوره مارانزانو نبود. لوچیانو ابتدا وفاداری خود را به مارانزانو ثابت کرد اما با گذشت چهارماه، مارانزانو و افرادش به طرز مشکوکی کشته یا مفقود شدند. قاتل سالواتوره مارانزانو یعنی لوچیانوی خوش شانس، در سال ۱۹۳۱ ریاست مافیای ایالات متحده آمریکا را به دست گرفت. سپس بعد از این اتفاقات لوچیانو در کمیسیونی که کمیسیون مافیا نامیده می‌شد و خود آن را تأسیس کرده بود، به عنوان رئیس بزرگ مافیا انتخاب شد.

### دستگیری
لوچیانو یکی از مهم‌ترین و تأثیرگذارترین افراد در تقویت مافیای ایتالیایی آمریکایی بود اما هیچ‌کس نتوانست مدرکی از او مبنی بر دست داشتن در جرم و جنایت به دست آورد. او قمارخانه‌های بیشماری در مکان‌های مهم ازجمله نیویورک ایالات متحده آمریکا ایجاد کرده بود. لوچیانو در سال ۱۹۳۶ به اتهام فحشا، قاچاق موادمخدر و پولشویی دستگیر شد و به ۳۰ تا ۵۰ سال حبس محکوم شد.

### جنگ جهانی دوم و آزادی لوچیانو
در پی جنگ جهانی دوم؛ لوچیانو برای دولت ایالات متحده آمریکا بسیار مفید و مهم بود. دولت ایالات متحده آمریکا از لوچیانو درخواست کرد تا با استفاده از نفوذ گسترده‌ای که در جزیره سیسیل ایتالیا در اختیار داشت اطلاعات مهم آن جا را در اختیار دولت قرار دهد. لوچیانو نقش پررنگی در پیاده شدن نیروهای چترباز و تفنگداران نیروی دریایی آمریکا در سیسیل و ایتالیا داشت. او از زندان معاون خود ویتو ژنوزه را به سیسیل فرستاد تا از آنجا جاسوسی کرده و اطلاعات مهم سیسیل را در اختیار آمریکا قراردهد. در ژوئیهٔ سال ۱۹۴۳ نیروهای نظامی آمریکا در جزیره سیسیل توانستند پیاده شوند. روی بدنه تانک‌ها و هواپیماهای آمریکایی مستقر درسیسیل، حرف انگلیسی «ال» نوشته شده بود که از حرف ابتدای نام لوچیانو گرفته شده بود و به مردم سیسیل و مناطق جنوب ایتالیا اطمینان می‌داد که از همکاری لوچیانو برخوردار هستند. بعد از جنگ جهانی دوم دولت آمریکا به دلیل خدمات لوچیانو، او را آزاد کرد و شرط کرد که دیگر لوچیانو و افرادش پابه آمریکا نمی‌گذارند. لاکی لوچیانو به جزیره سیسیل ایتالیا بازگشت و بار دیگر کنترل اوضاع را در دست گرفت و کمیسیون را قدرتمند ساخت و به فعالیت‌های جنایی خود ادامه داد.

## کنفرانس هاوانا

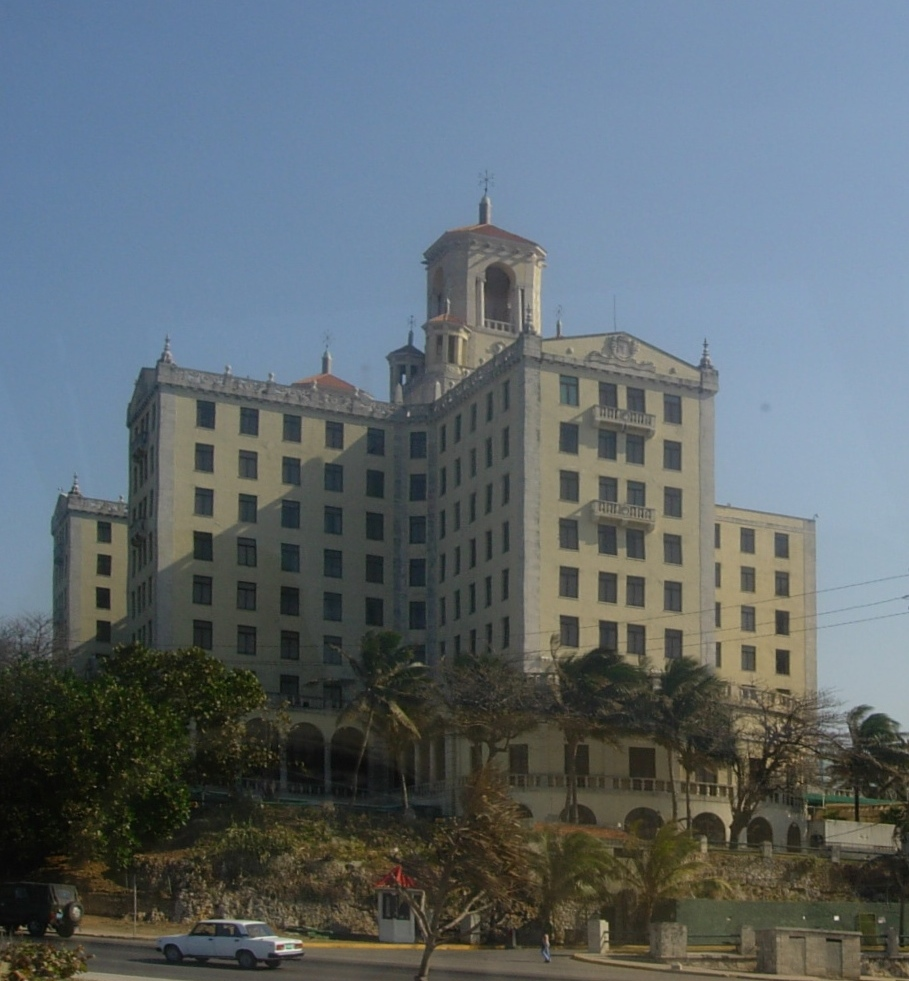
هتل ناسیونال دو کوبا در هاوانا، محل اقامت سابق لوچیانو در کوبا و محل برگزاری کنفرانس هاوانا

در اکتبر ۱۹۴۶، لوچیانو مخفیانه به پایتخت کوبا، هاوانا نقل مکان کرد. او ابتدا با کشتی باری از ناپل به کاراکاس ونزوئلا رفت، سپس به ریو دو ژانیرو برزیل پرواز کرد و پس از آن به مکزیکوسیتی رفت و دوباره به کاراکاس بازگشت، جایی که با هواپیمای خصوصی به کاماگوی کوبا و در نهایت در ۲۹ اکتبر به هاوانا رسید. او سپس به عمارتی در منطقه میرمار شهر نقل مکان کرد.
لوچیانو می‌خواست به آمریکا نزدیک‌تر باشد تا بتواند کنترل عملیات مافیا در آمریکا را از سر بگیرد و در نهایت به خانه بازگردد. او قبلاً به عنوان یک سرمایه‌گذار اصلی در پروژه‌های قمار و هتل در کوبا فعالیت داشت. لانسکی پیشنهاد کرد که لوچیانو و سیگل نیم میلیون دلار برای سرمایه‌گذاری در کازینوهای لوچیانو هزینه کنند. لانسکی این پول را به فولخنسیو باتیستا، دیکتاتور کوبا تحویل داد که سالانه ۳ تا ۵ میلیون دلار آمریکا به او تضمین شده بود.
در دسامبر ۱۹۴۶، لانسکی جلسه‌ای با سران خانواده‌های جنایی بزرگ در هاوانا ترتیب داد که به کنفرانس هاوانا معروف شد. دلیل ظاهری این جلسه، تماشای اجرای فرانک سیناترا بود، اما دلیل واقعی آن بحث در مورد کسب‌وکار مافیا با حضور لوچیانو بود. سه موضوع اصلی مورد بحث عبارت بودند از: تجارت هروئین، قمار در کوبا و اقدامات لازم در مورد سیگل و پروژه ناموفق هتل فلامینگو او در لاس وگاس. این کنفرانس در هتل ناسیونال د کوبا برگزار شد و کمی بیش از یک هفته به طول انجامید.
در طول کنفرانس، در ۲۰ دسامبر، لوچیانو جلسه‌ای خصوصی با جنووزه در سوئیت هتل خود داشت. یک سال قبل، بخش تحقیقات جنایی ارتش ایالات متحده جنووزه را از ایتالیا به نیویورک منتقل کرده بود تا به اتهام قتل در سال ۱۹۳۴ محاکمه شود. در ژوئن ۱۹۴۶، اتهامات رد شد و جنووزه آزاد شد تا به کسب‌وکار مافیا بازگردد. برخلاف کوستلو، لوچیانو هرگز به جنووزه اعتماد نداشت. در این جلسه، جنووزه سعی کرد لوچیانو را متقاعد کند که به عنوان "رئیس روسا" سمبلیک عمل کند و همه کارها را به جنووزه بسپارد. لوچیانو با آرامش پیشنهاد جنووزه را رد کرد و گفت: "هیچ رئیس روسایی وجود ندارد. من این عنوان را در مقابل همه رد کردم. اگر روزی نظرم عوض شود، این عنوان را خواهم پذیرفت. اما این تصمیم به عهده تو نیست. در حال حاضر تو برای من کار می‌کنی و من قصد بازنشستگی ندارم. دیگر این حرف را از تو نشنوم، وگرنه خشمگین خواهم شد."
اندکی پس از آغاز کنفرانس، دولت ایالات متحده از حضور لوچیانو در کوبا مطلع شد. لوچیانو به طور عمومی با سیناترا معاشرت می‌کرد و به کلوپ‌های شبانه متعدد سر می‌زد، بنابراین حضورش در هاوانا مخفی نبود. ایالات متحده شروع به فشار بر دولت کوبا برای اخراج او کرد. در ۲۱ فوریه ۱۹۴۷، هری جی. آنسلینگر، کمیسر فدرال مواد مخدر، به مقامات کوبایی اطلاع داد که ایالات متحده تمام محموله‌های داروهای مخدر تجویزی را تا زمان ماندن لوچیانو در کوبا مسدود خواهد کرد. دو روز بعد، دولت کوبا اعلام کرد که لوچیانو در بازداشت است و ظرف ۴۸ ساعت به ایتالیا اخراج خواهد شد.

## فعالیت‌های لوچیانو در ایتالیا

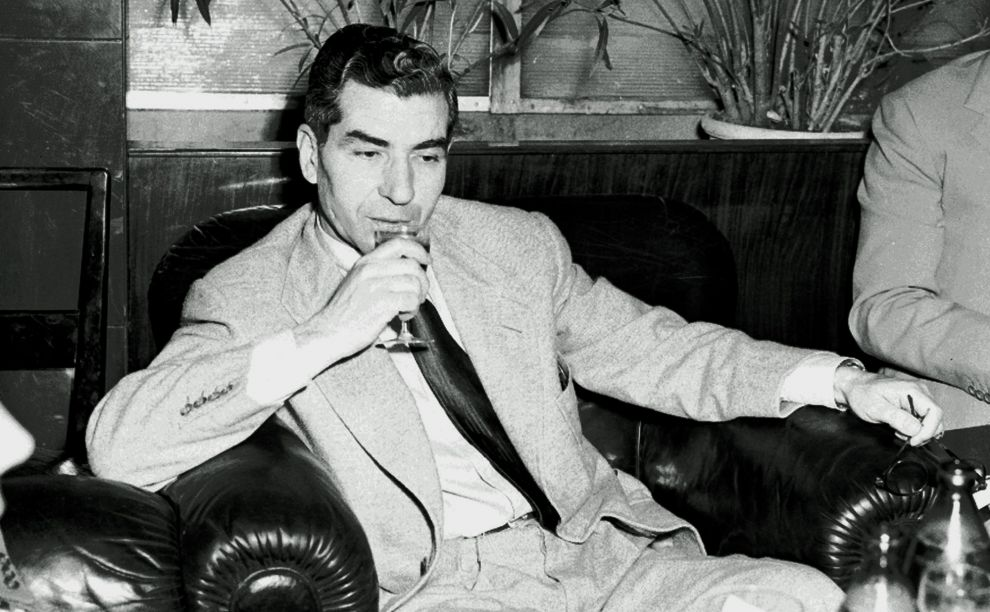
لوچیانو در هتل اکسلسیور در رم، ۱۹۴۸

لوچیانو با یک کشتی باری به مقصد جنوا فرستاده شد. پس از سفر مخفیانه به کوبا، او بقیه عمر خود را در ایتالیا تحت نظارت شدید پلیس گذراند. هنگامی که در ۱۱ آوریل ۱۹۴۷ به جنوا رسید، پلیس ایتالیا او را دستگیر و به زندانی در پالرمو فرستاد. در ۱۱ مه، کمیسیون منطقه‌ای در پالرمو به لوچیانو هشدار داد که از دردسر دوری کند و او را آزاد کرد.
در اوایل ژوئیه ۱۹۴۹، پلیس رم لوچیانو را به اتهام احتمالی مشارکت در ارسال مواد مخدر به نیویورک دستگیر کرد. در ۱۵ ژوئیه، پس از یک هفته حبس، پلیس بدون ثبت هیچ اتهامی لوچیانو را آزاد کرد. مقامات همچنین او را به طور دائم از ورود به رم منع کردند. در ۹ ژوئن ۱۹۵۱، پلیس ناپل لوچیانو را به اتهام ورود غیرقانونی ۵۷٬۰۰۰ دلار نقدی و یک خودروی آمریکایی جدید به ایتالیا مورد بازجویی قرار داد. پس از ۲۰ ساعت بازجویی، پلیس لوچیانو را بدون هیچ اتهامی آزاد کرد.
در سال ۱۹۵۲، دولت ایتالیا پس از شکایت مقامات اجرای قانون آمریکا و کانادا، گذرنامه لوچیانو را لغو کرد. در ۱ نوامبر ۱۹۵۴، یک کمیسیون قضایی در ناپل محدودیت‌های سختی را برای مدت دو سال بر لوچیانو اعمال کرد. او موظف بود هر یکشنبه خود را به پلیس معرفی کند، هر شب در خانه بماند و بدون اجازه پلیس ناپل را ترک نکند. کمیسیون، مشارکت ادعایی لوچیانو در تجارت مواد مخدر را دلیل این محدودیت‌ها عنوان کرد.

## ثروت
برآورد ثروت دقیق لوچیانو پس از گذشت سال‌ها از مرگش و باتوجه به تورم کار دشواری است. لوچیانو از بزرگ‌ترین رهبران جرم و جنایت زمان خود بوده و ۱۵ سال ریاست کمیسیون مافیا را برعهده داشت. او با فعالیت‌های مجرمانه ای نظیر قمار و قاچاق به ثروت زیادی رسید. لوچیانو چندین قمارخانه و فاحشه خانه را در قالب کازینو‌هایی در نیویورک دایر کرده بود به طوری که به گفته برخی منابع، لوچیانو تا سال ۱۹۲۵ میلادی هر ساله بیش از ۱۲ میلیون دلار فقط درآمد شخصی داشت که معادل تقریباً ۱۰۰ میلیون دلار به نرخ امروز می‌باشد.

## مرگ
چارلی لوچیانو پیش از مرگش با یک کارگردان برای ساخت یک فیلم دربارهٔ زندگیش تماس می‌گیرد و علاقه‌مند به ساخت یک فیلم در مورد زندگی اش بود. لوچیانو و کارگردان فیلم در ۲۶ ژانویه ۱۹۶۲ در فرودگاه ناپل ملاقات می‌کند، اما همان وقت لوچیانو به دلیل حمله قلبی در سن ۶۴ سالگی در فرودگاه فوت کرد و فیلم مستند هیچگاه ساخته نشد. بدن او در قبرستان سنت جان در ناحیه کویینز دفن شد.
۳۶ سال پس از مرگ سلطان جنایت‌های مدرن؛ مجله تایم در لیستی نام لوچیانو را در بین ۲۰ نفر از تأثیرگذارترین افراد جهان قرن بیستم برشمرد.

## میراث لوچیانو
در سال ۱۹۹۸، مجله تایمز لوچیانو را به عنوان "مغز متفکر جنایی" در میان ۲۰ فرد تاثیرگذار و غول‌های قرن بیستم معرفی کرد. این انتخاب نشان‌دهنده نقش بی‌بدیل او در شکل‌دهی به جرائم سازمان‌یافته مدرن بود.

## لوچیانو در فرهنگ عامه
فیلم‌ها:
- Marked Woman (1937) - روایت داستانی محاکمه لوچیانو با بازی ادواردو چیانلی در نقش او
- Lucky Luciano (1973) - نقش آفرینی جیان ماریا ولونته در نقش لوچیانو
- Mobsters (1991) - کریستین اسلیتر در نقش لوچیانو
- Billy Bathgate (1991) - استنلی توچی در این نقش ظاهر شد
- Hoodlum (1997) - اندی گارسیا شخصیت لوچیانو را بازی کرد
سریال‌های تلویزیونی:
- Boardwalk Empire (2010-2014) - وینسنت پیازا در نقش لوچیانو
- The Making of the Mob: New York (2015) - ریچ گراف این نقش را بر عهده داشت
- Hache (2019-2021) - جیامپیرو جودیکا در این نقش ظاهر شد
کتاب‌ها:
- The Last Testament of Lucky Luciano (1975) - زندگینامه نیمه رسمی بر اساس گفته‌های خود لوچیانو
- Live by Night (2012) - لوچیانو به عنوان شخصیت فرعی در رمان دنیس لهان ظاهر می‌شود
دیگر رسانه‌ها:
- در بازی A3! (2017) به لوچیانو و لانسکی اشاره شده است
- روی جلد آلبوم Alternative Trap (2013) اثر LUCKI تصویر لوچیانو دیده می‌شود
این حضور گسترده در فرهنگ عامه نشان‌دهنده تأثیر ماندگار لوچیانو به عنوان یکی از نمادین‌ترین چهره‌های جهان جنایت سازمان‌یافته است. از فیلم‌های کلاسیک هالیوود تا تولیدات مدرن تلویزیونی، شخصیت و زندگی لوچیانو همچنان الهام‌بخش خلق آثار هنری متعدد بوده است.